# Rotation (flygteknik)

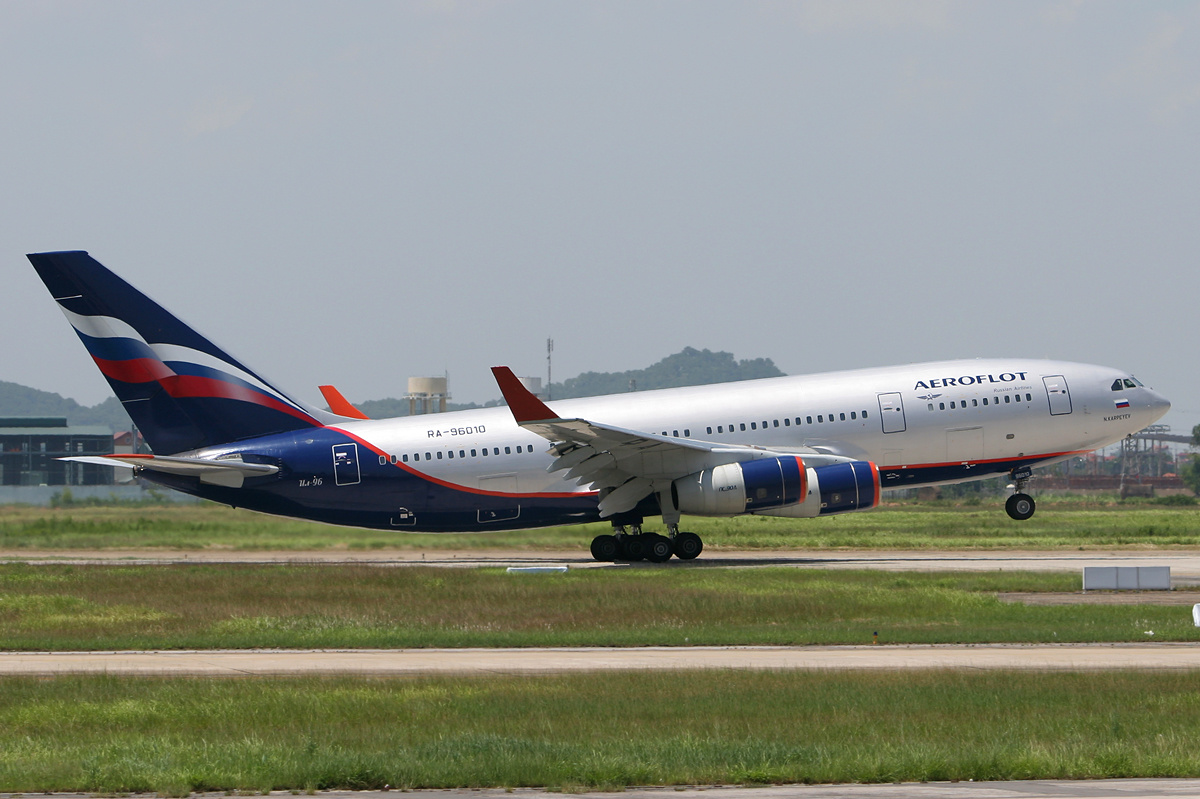
Rotation hos en Aeroflot Iljusjin Il-96 strax före att planet lyfter.

Inom flygtekniken är rotation den manöver av ett flygplans kontrollytor ("roder") som görs för att planet ska vinklas upp och lyfta noshjulet vid start. Därvid fås en uppvinkling av hela flygplanet och en ökad lyftkraft som möjliggör att planet, normalt efter ytterligare ökning av hastigheten, uppnår lyfthastighet VLOF och lämnar startbanan.
Det är av stor betydelse att rotations-manövern görs vid korrekt hastighet, VR, samt med korrekt vinkel. Om manövern görs vid alltför låg hastighet kan planet vid uppvinklingen råka ut för överstegring och bli okontrollerbart. Om manövern görs för sent kanske planet inte hinner lyfta innan det nått slutet av landningsbanan. Om rotationsmanövern görs med för stort utslag kan planet råka ut för ett så kallat "tail-strike", där bakre delen av flygplanet kommer i kontakt med startbanan.
Manövern är relevant för plan med noshjul, vilket innefattar i stort sett alla moderna flygplan, men inte för plan med stjärthjul, till exempel DC-3. 